# Малий Михайло Олександрович
Миха́йло Олекса́ндрович Мали́й (нар. 3 листопада 1931, місто Миколаїв, тепер Миколаївської області) — український радянський діяч, токар, бригадир комплексної бригади верстатників Чорноморського суднобудівного заводу, Герой Соціалістичної Праці (16.01.1974). Депутат Верховної Ради УРСР 10—11-го скликань. Член Президії Верховної Ради УРСР 11-го скликання (у 1985—1990 роках).

## Життєпис
Народився в родині рибалки. Освіта середня. Закінчив 7-річну школу, а в 1948 році — Миколаївське ремісниче училище.
У 1948—1951 роках — токар 5-го розряду головного механічного цеху № 13 Миколаївського суднобудівного заводу імені Марті.
У 1951—1955 роках — служба в Радянській армії: робітник плавмайстерень Північного флоту СРСР.
У 1955—1974 роках — токар Миколаївського суднобудівного заводу імені Носенка (Чорноморського суднобудівного заводу). Новатор виробництва, ударник комуністичної праці.
Член КПРС з 1967 року.
З 1974 року — бригадир токарів, а з 1977 року — бригадир комплексної бригади верстатників Чорноморського суднобудівного заводу у місті Миколаєві.
З 1990-х років — на пенсії в місті Миколаєві.

## Нагороди
- Герой Соціалістичної Праці (16.01.1974)
- Орден Леніна (16.01.1974)
- Орден Жовтневої Революції (1979)
- Орден Трудового Червоного Прапора (26.04.1971)
- Орден «Знак Пошани» (25.07.1966)
- медаль «За доблесну працю. На ознаменування 100-річчя з дня народження В. І. Леніна» (1970)
- медалі
- почесна Грамота Президії Верховної Ради УРСР
- Лауреат премії Ради Міністрів СРСР (16.04.1983)
- заслужений машинобудівник Української РСР (2.11.1981)
- Почесний громадянин міста Миколаєва (8.09.1989)